# Sorbit (stal)
Sorbit – składnik strukturalny stali,  mieszanina ferrytu i cementytu o dyspersji zmniejszającej się wraz ze wzrostem temperatury. Powstaje w stalach stopowych konstrukcyjnych do ulepszania cieplnego po wysokim odpuszczaniu w temperaturze ok. 400–600 °C. Cechuje się wysokimi parametrami wytrzymałościowymi i plastycznymi. Twardość sorbitu w zależności od składu chemicznego stali i warunków odpuszczania wynosi od 44 do około 56 HRC.